# یواس‌اس جویت (دی‌دی-۴۱)
یواس‌اس جویت (دی‌دی-۴۱) (به انگلیسی: USS Jouett (DD-41)) یک کشتی بود که طول آن ۲۹۳ فوت ۱۱ اینچ (۸۹٫۵۹ متر) بود. این کشتی در سال ۱۹۱۲ ساخته شد.